# Barybas curta
Barybas curta är en skalbaggsart som beskrevs av Hermann Burmeister 1855. Barybas curta ingår i släktet Barybas och familjen Melolonthidae. Inga underarter finns listade.